# Pseudotocepheus setiger
Pseudotocepheus setiger är en kvalsterart som först beskrevs av Hammer 1972.  Pseudotocepheus setiger ingår i släktet Pseudotocepheus och familjen Tetracondylidae. Inga underarter finns listade i Catalogue of Life.